# Borgerij Berghen opden Zoom

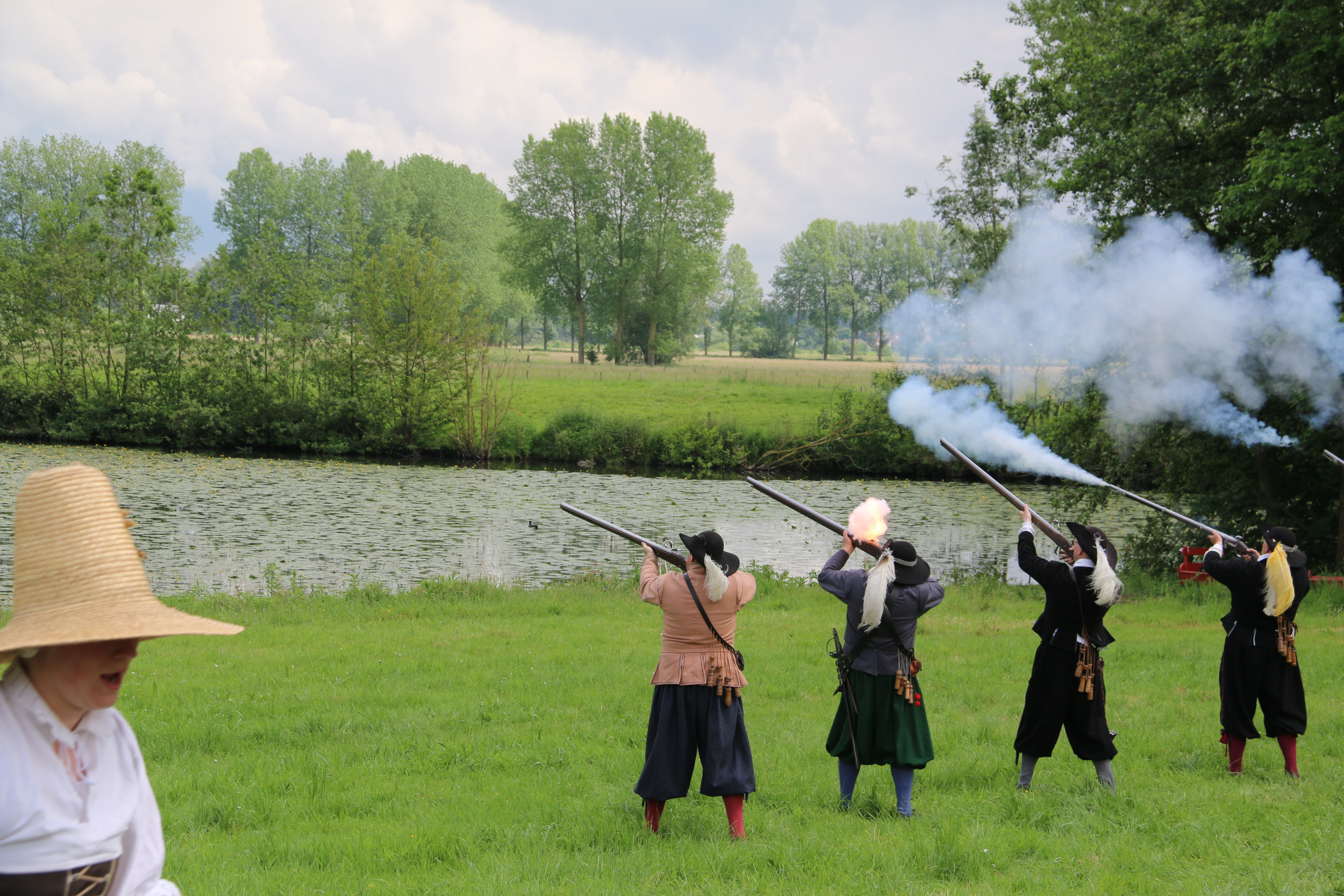
Re-enactment van de Borgerij t.g.v. 500 jaar Graaf van Horne aan het Kasteel van Ooidonk.

De Borgerij Berghen opden Zoom is een folkloristische schutterij die de historische schutterij ('Borgerij') van het Bergen op Zoom uit 1622 nieuw leven heeft ingeblazen. De originele Borgerij werd in 1591 opgericht, de folkloristische schutterij in september 1999.

Zij houdt zich onder andere bezig met het geven van demonstraties van gevechten met historische wapens en het opslaan van tijdelijke kampementen in volledig historische stijl. Het korps kent onder meer piekeniers, roerdragers, kanonniers, tamboers en marketentsters. In 2012 organiseerde de Borgerij tijdens de vestingstedendagen in het kader van het 800-jarig bestaan van Bergen op Zoom een aanvalsspel waaraan folkloristische en reënactmentgroepen uit geheel West-Europa deelnamen.